# Хосров Малік
Хосров Малік (*д/н — 1192) — останній володар Газневідського султанату в 1160—1186 роках. Повне ім'я Тадж аль-Даула Абу-Музаффар Хосров Малік ібн Хосров-шах.

## Життєпис
Походив з династії Газневідів. Син султана Хосров-шаха. У 1157 році разом з батьком вимушений був залишити Газні та інші області в Гіндукуші, перебравшись до Лахора. У 1160 році після смерті Хосров-шаха стає новим правителем держави. Вона обмежувалася частиною Пенджабу. Спочатку Хосров Малік спробував відвоювати Кабул і Газні в огузів, але невдало.
Після цього спрямував свої зусилля на розширення меж султанату в Індостані. Спочатку було підкорено південну частину Кашміру. У 1170 році здійснено похід проти раджпутів Чаухан і Калачура. У південній частині Гангу війська Хосров Маліка стикнулися з армією держави Сена. Проте перебіг війни достеменно невідомий. Подальші походи проти індуських держав були доволі успішними, наповнивши скарбницю здобиччю.
У 1175 році проти султанату знову виступили Гуріди. Війська на чолі з Мухаммадом Ґорі завдали поразки війську Хосров Маліка та захопили місто Мултан. У 1178 році було втрачено південний Пенджаб, а у 1179 році місто Пешавар. У 1181 році Хосров Малік відбив спробу захоплення Лахора, але визнав зверхність Гурідів. У 1186 році Хосров Малік зазнав поразки від Мухаммада Ґорі, який захопив Лахор. Полоненого Хосров Маліка відправлено до Гора. Цим припинила існування держава і династія Газневідів.
Хосров Малік деякий час перебував в одній з гірських фортець. 1192 року його було страчено.